# 벨 222
벨 222(영어: Bell 222)는 벨 헬리콥터에서 생산하는 다목적 헬리콥터이다.
벨 230은 이 기종에서 엔진을 개량한, 사실상의 같은 기종이다.

## 드라마
1984년 방영된 미국 드라마 에어울프에서 초음속 헬리콥터로 사용되었다.

## 같이 보기
- 벨 430
- 벨 206
- 벨 412